# Böhmisch-mährische Fußballnationalmannschaft
Als böhmisch-mährische Fußballnationalmannschaft wird die Auswahlmannschaft des ČSF zur Zeit des Protektorats Böhmen und Mähren bezeichnet. Diese Mannschaft bestritt im Jahr 1939 sechs internationale Spiele, wobei ein Spiel gegen das Deutsche Reich bis heute als offizielles Länderspiel gewertet wird. In den Statistiken wird diese Mannschaft als Čechy a Morava (Böhmen und Mähren) geführt.

## Historischer Hintergrund
Die tschechoslowakische Fußball-Assoziation umfasste fünf Fußballverbände, die nach Volkszugehörigkeit organisiert waren. Dies waren der tschechoslowakische, der deutsche, der jüdische, der polnische und der ungarische Verband.
Die Erste Tschechoslowakische Republik ging infolge der sogenannten Zerschlagung der Rest-Tschechei durch den NS-Staat im März 1939 unter. Die Slowakei erklärte sich am 14. März 1939 für unabhängig. So blieb nur der tschechische Fußballverband übrig, während der jüdische Fußballverband bereits 1936/37 aufgelöst wurde und die deutschen, polnischen und ungarischen Fußballverbände sich ihrem jeweiligen Nationalverband anschlossen. Der tschechische Fußballverband blieb auch nach der Einrichtung des Protektorats im März 1939 Mitglied der FIFA.
Im Frühjahr 1940 wurde sämtlicher Reiseverkehr aus und ins Protektorat Böhmen und Mähren verboten. Dies betraf auch die Auswahlmannschaft des Protektorats, die fortan keine Spiele mehr durchführen konnte.

## Spiele
Die Auswahl Böhmens und Mährens bestritt mehrere Spiele, darunter drei Spiele gegen die Auswahlmannschaft des DFB, welcher die ersten zwei offiziell als Repräsentativspiel und das dritte als Länderspiel anerkennt. Außerdem bestritt die Auswahl Böhmens und Mährens ein Spiel gegen die Ostmark, wobei die Länderspiele dieser Mannschaft bis heute nicht vom ÖFB bewertet wurden. Der tschechische Verband spricht ferner von einem Spiel gegen Jugoslawien (7:3), wobei dieses keine Erwähnungen in den Statistiken des FSJ findet, und einem weiteren Spiel gegen die Ostmark, wobei es sich hierbei um eine Verwechslung mit einem Städtespiel gegen Wien A (5:5) handelt.
| Datum             | Spielort  | Gegner          | Ergebnis  | Art des Spiels            |
| 14. Mai 1939      | Berlin    | Deutsches Reich | 3:3 (1:1) | Repräsentativspiel        |
| 18. Mai 1939      | Stuttgart | Deutsches Reich | 1:1 (0:1) | Repräsentativspiel        |
| 21. Mai 1939      | Wien      | Ostmark         | 1:7 (1:5) | Inoffizielles Länderspiel |
| 27. August 1939   | Prag      | Jugoslawien     | 7:3 (3:1) | Offizielles Länderspiel   |
| 22. Oktober 1939  | Prag      | Ostmark         | 5:5 (1:3) | Offizielles Länderspiel   |
| 12. November 1939 | Breslau   | Deutsches Reich | 4:4 (4:2) | Offizielles Länderspiel   |

## Bekannte Spieler
- Josef Bican, Slavia Prag
- Jaroslav Burgr, Sparta Prag
- Oldřich Nejedlý, Sparta Prag
- Vlastimil Kopecký, Slavia Prag
- Antonín Puč, Viktoria Žižkov